# Gare de Port-Sainte-Marie
Gare de Port-Sainte-Marie vasútállomás Franciaországban, Port-Sainte-Marie településen.

## Vasútvonalak
Az állomást az alábbi vasútvonalak érintik:
- Bordeaux–Sète-vasútvonal

## Kapcsolódó állomások
A vasútállomáshoz az alábbi állomások vannak a legközelebb:
- Gare d’Aiguillon (Gare de Bordeaux-Saint-Jean, Bordeaux–Sète-vasútvonal)
- Gare d’Agen (Gare de Sète, Bordeaux–Sète-vasútvonal)